# گیاهان دربرابر زامبی‌ها (کمیک)
گیاهان دربرابر زامبی‌ها یک مجموعه محدود از کتاب‌های کمیک آمریکایی است که پل توبین آن را نوشته و توسط ران چان به همراه هانرمندان پشتبانی مثل اندی تانگ و جیکوب چابات و رنگ‌شناس متیو جی. باران‌واتر کشیده شده‌است. این مجموعه را دارک هورس کامیکس براساس بازی ویدئویی به همین نام و فرنچایز مربوط به آن منتشر کرده‌است. این مجموعه ماجراهای دو نوجوان به نام‌های ناتی تایملی و پاتریس بلیزینگ را به تصویر می‌کشد که با کمک عموی پاتریس، «دیو دیوانه» بلیزینگ و ارتش گیاهان اصلاح شدهٔ ژنتیکی او، از نیبورویل در برابر ارتش زامبی‌های دکتر زامبوس محافظت می‌کنند. این مجموعه که در ابتدا به صورت دیجیتالی در برنامهٔ آی‌اواس گیاهان دربرابر زامبی‌ها کامیکس از جولای و آگوست ۲۰۱۳ با عنوان گیاهان دربرابر زامبی‌ها: لاون‌ماگدون منتشر شد، متعاقباً به مجموعه‌ای در حال گسترش تبدیل شد که با انتشار ماهانه دارک هورس کامیکس انتشار ماهانه به صورت دیجیتالی و چاپی در سال ۲۰۱۵ شروع شد و همچنین عناصری را از گیاهان دربرابر زامبی‌ها ۲ دربرگرفت. این مجموعه با استقبال عمومی مثبت منتقدان، با فروش بیش از یک میلیون شماره در سراسر جهان، نامزد دریافت جایزه آیزنر برای «بهترین علامت‌گذاری با حروف» در سال ۲۰۱۶ شد ولی به Trashed باخت.
چندین مجموعهٔ محدود اسپین آف بر اساس بازی ویدیویی گیاهان دربرابر زامبی‌ها: جنگ باغ نیز منتشر شده‌است، با عناصری از مجموعه کتاب‌های کمیک که بعداً به قسمت‌های بازی ویدیویی این فرنچایز افزوده شد به ویژه پاتریس که به عنوان یک شخصیت قابل بازی در گیاهان دربرابر زامبی‌ها ۳ دردسترس قرار گرفت.

## داستان
هنگامی که یک ارتش زامبی به رهبری دکتر ادگار زامباس به شهر (شهر بعدی) نیبورویل حمله می‌کند، و زامباس ماشینی را آزاد می‌کند که ابری از بوی بد و وحشت را در هوا ایجاد می‌کند که جلوی نور خورشید را می‌گیرد، دو نوجوان به نام‌های ناتی تایملی و پاتریس بلیزینگ با یکدیگر ملاقات می‌کنند و تیمی را تشکیل می‌دهند. برای مبارزه با زامبی‌ها و خلاص شدن از شر ابر، با استفاده از ارتش گیاهان اصلاح شده ژنتیکی که توسط عموی پاتریس، دیوانه دیو ایجاد شده‌است.